# Aleksandr Berkman
Aleksandr Berkman (in russo Александр Беркман?; Vilnius, 21 novembre 1870 – Nizza, 28 giugno 1936) è stato un anarchico russo.
Di origine ebraica, fu un pensatore e attivista anarchico. Emigrato giovane negli Stati Uniti, il 23 luglio 1892 effettuò un attentato contro Henry Clay Frick, industriale, ferendolo con due colpi di pistola e alcune pugnalate alle gambe. Fu condannato, scontò la pena, continuò l'attività anarchica.
Successivamente fu espulso e rimpatriato in Russia e sostenne inizialmente la rivoluzione bolscevica. Dopo la repressione della rivolta di Kronštadt del 1921, deluso, passò in Germania e più tardi in Francia.
Malato, decise di suicidarsi sparandosi un colpo di pistola, e morì dopo alcune ore. Fu amico e amante di Emma Goldman, che conobbe in giovane età e che lo assistette negli ultimi istanti.